# Séries éliminatoires de la Coupe Stanley 1955
Année précédente Année suivante
Les séries éliminatoires de la Coupe Stanley 1955 font suite à la saison 1954-1955 de la Ligue nationale de hockey. Comme l'année précédente, les Red Wings de Détroit remportent la Coupe Stanley en battant en finale les Canadiens de Montréal sur le score de 4 matchs à 3.

## Tableau récapitulatif
|  | Demi-finales                   | Demi-finales               |         |   | Finale de la Coupe Stanley          | Finale de la Coupe Stanley          |
|  | Demi-finales                   | Demi-finales               |         |   | Finale de la Coupe Stanley          | Finale de la Coupe Stanley          |
|  |                                |                            |         |   |                                     |                                     |
|  | 22, 24, 26 et 29 mars 1955     | 22, 24, 26 et 29 mars 1955 |         |   | 3, 5, 7, 9, 10, 12 et 14 avril 1955 | 3, 5, 7, 9, 10, 12 et 14 avril 1955 |
|  | 22, 24, 26 et 29 mars 1955     | 22, 24, 26 et 29 mars 1955 |         |   | 3, 5, 7, 9, 10, 12 et 14 avril 1955 | 3, 5, 7, 9, 10, 12 et 14 avril 1955 |
|  | Détroit                        | 4                          |         |   | 3, 5, 7, 9, 10, 12 et 14 avril 1955 | 3, 5, 7, 9, 10, 12 et 14 avril 1955 |
|  | Détroit                        | 4                          |         |   | 3, 5, 7, 9, 10, 12 et 14 avril 1955 | 3, 5, 7, 9, 10, 12 et 14 avril 1955 |
|  | Toronto                        | 0                          |         |   | 3, 5, 7, 9, 10, 12 et 14 avril 1955 | 3, 5, 7, 9, 10, 12 et 14 avril 1955 |
|  | Toronto                        | 0                          | Détroit | 4 |                                     |                                     |
|  | 22, 24, 27, 29 et 31 mars 1955 |                            | Détroit | 4 |                                     |                                     |
|  |                                | Montréal                   | 3       |   |                                     |                                     |
|  | Montréal                       | Montréal                   | 3       | 4 |                                     |                                     |
|  | Montréal                       |                            |         | 4 |                                     |                                     |
|  | Boston                         | 1                          |         |   |                                     |                                     |
|  | Boston                         | 1                          |         |   |                                     |                                     |

## Détails des séries

### Demi-finales

#### Détroit contre Toronto
| 22 mars | Red Wings de Détroit | 7-4 (2-2, 2-0, 3-2) | Maple Leafs de Toronto | Olympia Stadium |

| Feuille de match | Feuille de match | Feuille de match                            | Feuille de match | Feuille de match                                    |
| ---------------- | --- | ------------------------------------------- | --- | --------------------------------------------------- |
|                  | - Stasiuk (Bonin, Dineen) — 11 min 54 s - Reibel (Lindsay) — 19 min 6 s Skov (Leswick, Goldham) — 21 min 36 s Reibel (Alex Delvecchio, Lindsay) — 29 min 48 s (SN) - Howe (Wilson) — 43 min 54 s Howe (Delvecchio, Reibel) — 47 min 40 s - Lindsay (Delvecchio, Howe) — 55 min 7 s (SN) | 0-1 1-1 1-2 2-2 3-2 4-2 4-3 5-3 6-3 6-4 7-4 | Cullen (Smith, Bolton) — 7 min (SN) - Armstrong (Morrison) — 13 min 7 s - Smith (Kennedy) — 42 min 53 s - Kennedy (Bolton) - | Arbitrage : Frank Udvari Sammy Babcock, Doug Davies |
| Sawchuk          | Gardiens | Lumley                                      | | Arbitrage : Frank Udvari Sammy Babcock, Doug Davies |
|                  | |                                             | | Arbitrage : Frank Udvari Sammy Babcock, Doug Davies |
| 36               | Tirs | 34                                          | | Arbitrage : Frank Udvari Sammy Babcock, Doug Davies |

| 24 mars | Red Wings de Détroit | 2-1 (2-1, 0-0, 0-) | Maple Leafs de Toronto | Olympia Stadium 13 439 spectateurs |

| Feuille de match | Feuille de match                                                                      | Feuille de match | Feuille de match           | Feuille de match                                      |
| ---------------- | ------------------------------------------------------------------------------------- | ---------------- | -------------------------- | ----------------------------------------------------- |
|                  | - Howe (Lindsay, Kelly) — 8 min 9 s (SN) Delvecchio (Lindsay, Howe) — 8 min 54 s (SN) | 0-1 1-1 2-1      | Smith (Kennedy) — 17 s - - | Arbitrage : Bill Chadwick George Hayes, Bill Morrison |
| Sawchuk          | Gardiens                                                                              | Lumley           |                            | Arbitrage : Bill Chadwick George Hayes, Bill Morrison |
|                  |                                                                                       |                  |                            | Arbitrage : Bill Chadwick George Hayes, Bill Morrison |
| 34               | Tirs                                                                                  | 31               |                            | Arbitrage : Bill Chadwick George Hayes, Bill Morrison |

| 26 mars | Maple Leafs de Toronto | 1-2 (1-2, 0-0, 0-0) | Red Wings de Détroit | Maple Leaf Gardens |

| Feuille de match | Feuille de match                              | Feuille de match | Feuille de match                                                                    | Feuille de match                                   |
| ---------------- | --------------------------------------------- | ---------------- | ----------------------------------------------------------------------------------- | -------------------------------------------------- |
|                  | - Smith (Bolton, Kennedy) — 7 min 29 s (SN) - | 0-1 1-1 1-2      | Lindsay (Howe, Delvecchio) — 1 min 36 s (SN) - Reibel (Howe, Lindsay) — 11 min 46 s | Arbitrage : Red Storey Bill Morrison, George Hayes |
| Lumley           | Gardiens                                      | Sawchuk          |                                                                                     | Arbitrage : Red Storey Bill Morrison, George Hayes |
|                  |                                               |                  |                                                                                     | Arbitrage : Red Storey Bill Morrison, George Hayes |
| 35               | Tirs                                          | 32               |                                                                                     | Arbitrage : Red Storey Bill Morrison, George Hayes |

| 29 mars | Maple Leafs de Toronto | 0-3 (0-0, 0-1, 0-2) | Red Wings de Détroit | Maple Leaf Gardens |

| Feuille de match | Feuille de match | Feuille de match | Feuille de match                                                                                    | Feuille de match                                    |
| ---------------- | ---------------- | ---------------- | --------------------------------------------------------------------------------------------------- | --------------------------------------------------- |
|                  | - -              | 0-1 0-2 0-3      | Stasiuk (Woit) — 25 min 38 s Howe (Lindsay) — 29 min 29 s Leswick (Pavelich, Goldham) — 59 min 33 s | Arbitrage : Frank Udvari Doug Davies, Sammy Babcock |
| Lumley           | Gardiens         | Sawchuk          | | Arbitrage : Frank Udvari Doug Davies, Sammy Babcock |
|                  |                  |                  | | Arbitrage : Frank Udvari Doug Davies, Sammy Babcock |
| 21               | Tirs             | 34               | | Arbitrage : Frank Udvari Doug Davies, Sammy Babcock |

#### Montréal contre Boston
| 22 mars | Canadiens de Montréal | 2-0 (0-0, 2-0, 0-0) | Bruins de Boston | Forum de Montréal 13 547 spectateurs |

| Feuille de match | Feuille de match                                                                       | Feuille de match | Feuille de match | Feuille de match                                      |
| ---------------- | -------------------------------------------------------------------------------------- | ---------------- | ---------------- | ----------------------------------------------------- |
|                  | Geoffrion (Curry, Harvey) — 26 min 23 s (SN) Béliveau (Curry, Geoffrion) — 32 min 35 s | 1-0 2-0          | - -              | Arbitrage : Bill Chadwick George Hayes, Bill Morrison |
| Plante Hodge     | Gardiens                                                                               | Henry            |                  | Arbitrage : Bill Chadwick George Hayes, Bill Morrison |
|                  |                                                                                        |                  |                  | Arbitrage : Bill Chadwick George Hayes, Bill Morrison |
| 25               | Tirs                                                                                   | 20               |                  | Arbitrage : Bill Chadwick George Hayes, Bill Morrison |

| 24 mars | Canadiens de Montréal | 3-1 (0-0, 3-1, 0-0) | Bruins de Boston | Forum de Montréal |

| Feuille de match                        | Feuille de match | Feuille de match | Feuille de match                   | Feuille de match                                |
| --------------------------------------- | --- | ---------------- | ---------------------------------- | ----------------------------------------------- |
|                                         | Curry (MacKay, Mosdell) — 21 min 31 s MacKay (Mosdell, Curry) — 31 min 3 s Béliveau (Geoffrion, Olmstead) — 33 min 43 s - | 1-0 2-0 3-0 3-1  | - Chevrefils (Quackenbush, Labine) | Arbitrage : Red Storey Sam Babcock, Doug Davies |
| Plante (27 min 2 s) Hodge (32 min 58 s) | Gardiens | Henderson        |                                    | Arbitrage : Red Storey Sam Babcock, Doug Davies |
|                                         | |                  |                                    | Arbitrage : Red Storey Sam Babcock, Doug Davies |
| 20                                      | Tirs | 22               |                                    | Arbitrage : Red Storey Sam Babcock, Doug Davies |

| 27 mars | Bruins de Boston | 4-2 (3-0, 1-0, 0-2) | Canadiens de Montréal | Boston Garden 13 909 spectateurs |

| Feuille de match | Feuille de match | Feuille de match        | Feuille de match                                                                       | Feuille de match                                  |
| ---------------- | --- | ----------------------- | -------------------------------------------------------------------------------------- | ------------------------------------------------- |
|                  | Labine (McKenney, Chevrefils) — 13 min 53 s Flaman (Bodnar) — 18 min 25 s Chevrefils (McKenney, Quackenbush) — 18 min 45 s Laycoe (Sandford, Quackenbush) — 38 min 47 s - - | 1-0 2-0 3-0 4-0 4-1 4-2 | - Mosdell (St-Laurent, MacKay) — 40 min 30 s Leclair (Moore, St-Laurent) — 58 min 46 s | Arbitrage : Frank Udvari Sam Babcock, Doug Davies |
| Henry            | Gardiens | Plante Hodge            |                                                                                        | Arbitrage : Frank Udvari Sam Babcock, Doug Davies |
|                  | |                         |                                                                                        | Arbitrage : Frank Udvari Sam Babcock, Doug Davies |
| 30               | Tirs | 25                      |                                                                                        | Arbitrage : Frank Udvari Sam Babcock, Doug Davies |

| 29 mars | Bruins de Boston | 3-4 (pr) (0-0, 2-2, 1-1, 0-1) | Canadiens de Montréal | Boston Garden |

| Feuille de match | Feuille de match                                                                                              | Feuille de match            | Feuille de match | Feuille de match                                      |
| ---------------- | --- | --------------------------- | --- | ----------------------------------------------------- |
|                  | - McKenney (Quackenbush, MacKell) — 6 min 25 s (SN) Labine — 9 min 56 s - Sandford (Boivin) — 28 min 52 s - - | 0-1 1-1 2-1 2-2 3-2 3-3 3-4 | Johnson (MacKay) — 2 min 51 s - Curry (MacKay, Geoffrion) — 12 min 43 s (SN) - Geoffrion (Béliveau) — 32 min 40 s Marshall (Moore) — 43 min 5 s | Arbitrage : Bill Chadwick George Hayes, Bill Morrison |
| Henry            | Gardiens | Plante Hodge                | | Arbitrage : Bill Chadwick George Hayes, Bill Morrison |
|                  | |                             | | Arbitrage : Bill Chadwick George Hayes, Bill Morrison |
| 26               | Tirs | 21                          | | Arbitrage : Bill Chadwick George Hayes, Bill Morrison |

| 31 mars | Canadiens de Montréal | 5-1 (2-0, 2-1, 1-0) | Bruins de Boston | Forum de Montréal |

| Feuille de match | Feuille de match | Feuille de match        | Feuille de match                              | Feuille de match                                   |
| ---------------- | --- | ----------------------- | --------------------------------------------- | -------------------------------------------------- |
|                  | Leclair (Harvey, Moore) — 3 min 43 s Moore (Béliveau, Olmstead) — 14 min 43 s (SN) Curry (Mosdell, Harvey) — 27 min 55 s Leclair (Marshall, St-Laurent) — 31 min 18 s - Béliveau (St-Laurent) — 48 min 14 s | 1-0 2-0 3-0 4-0 4-1 5-1 | - Ferguson (Quackenbush) — 35 min 52 s (SN) - | Arbitrage : Red Storey George Hayes, Bill Morrison |
| Plante           | Gardiens | Henderson               |                                               | Arbitrage : Red Storey George Hayes, Bill Morrison |
|                  | |                         |                                               | Arbitrage : Red Storey George Hayes, Bill Morrison |
|                  | |                         |                                               | Arbitrage : Red Storey George Hayes, Bill Morrison |

### Finale
| 3 avril | Red Wings de Détroit | 4-2 (0-0, 1-1, 3-1) | Canadiens de Montréal | Olympia Stadiium 13 862 spectateurs |

| Feuille de match | Feuille de match | Feuille de match        | Feuille de match                                                                 | Feuille de match                                     |
| ---------------- | --- | ----------------------- | -------------------------------------------------------------------------------- | ---------------------------------------------------- |
|                  | - Delvecchio (Lindsay, Howe) — 34 min (SN) - Stasiuk (Howe, Lindsay) — 53 min 5 s Pavelich — 57 min 7 s (IN) Lindsay (Howe) — 59 min 42 s | 0-1 1-1 1-2 2-2 3-2 4-2 | Curry (MacKay, Mosdell) — 25 min 3 s - Curry (MacKay, Mosdell) — 48 min 57 s - - | Arbitrage : Bill Chadwick Sammy Babcock, Doug Davies |
| Sawchuk          | Gardiens | Plante                  |                                                                                  | Arbitrage : Bill Chadwick Sammy Babcock, Doug Davies |
|                  | |                         |                                                                                  | Arbitrage : Bill Chadwick Sammy Babcock, Doug Davies |
|                  | |                         |                                                                                  | Arbitrage : Bill Chadwick Sammy Babcock, Doug Davies |

| 5 avril | Red Wings de Détroit | 7-1 (4-0, 3-0, 0-1) | Canadiens de Montréal | Olympia Stadiium |

| Feuille de match | Feuille de match | Feuille de match                | Feuille de match                            | Feuille de match                                 |
| ---------------- | --- | ------------------------------- | ------------------------------------------- | ------------------------------------------------ |
|                  | Pronovost (Goldham) — 2 min 15 s (IN) Lindsay (Howe, Reibel) — 9 min 57 s Delvecchio (Stasiuk, Goldham) — 16 min 9 s Howe (Reibel) — 17 min 11 s Lindsay (Howe, Reibel) — 28 min 10 s Lindsay (Delvecchio) — 35 min 48 s (SN) Lindsay (Reibel, Howe) — 39 min 34 s - | 1-0 2-0 3-0 4-0 5-0 6-0 7-0 7-1 | - Mosdell (St-Laurent, Curry) — 52 min 32 s | Arbitrage : Red Storey Doug Davies, George Hayes |
| Sawchuk          | Gardiens | Plante (43 min) Hodge (7 min)   |                                             | Arbitrage : Red Storey Doug Davies, George Hayes |
|                  | |                                 |                                             | Arbitrage : Red Storey Doug Davies, George Hayes |
| 50               | Tirs | 27                              |                                             | Arbitrage : Red Storey Doug Davies, George Hayes |

| 7 avril | Canadiens de Montréal | 4-2 (2-1, 1-1, 1-0) | Red Wings de Détroit | Forum de Montréal |

| Feuille de match | Feuille de match | Feuille de match        | Feuille de match                                                                 | Feuille de match                                      |
| ---------------- | --- | ----------------------- | -------------------------------------------------------------------------------- | ----------------------------------------------------- |
|                  | Geoffrion (Olmstead, Béliveau) — 5 min 30 s Geoffrion — 8 min 42 s (SN) - Geoffrion (Béliveau) — 34 min 23 s - Leclair (Moore) — 47 min 50 s | 1-0 2-0 2-1 3-1 3-2 4-2 | - Kelly (Stasiuk) — 15 min 13 s - Stasiuk (Pavelich, Delvecchio) — 36 min 16 s - | Arbitrage : Bill Chadwick George Hayes, Bill Morrison |
| Plante           | Gardiens | Sawchuk                 |                                                                                  | Arbitrage : Bill Chadwick George Hayes, Bill Morrison |
|                  | |                         |                                                                                  | Arbitrage : Bill Chadwick George Hayes, Bill Morrison |
| 26               | Tirs | 37                      |                                                                                  | Arbitrage : Bill Chadwick George Hayes, Bill Morrison |

| 9 avril | Canadiens de Montréal | 5-3 (1-1, 3-0, 1-2) | Red Wings de Détroit | Forum de Montréal 13 569 spectateurs |

| Feuille de match | Feuille de match | Feuille de match                | Feuille de match                                                                            | Feuille de match                                   |
| ---------------- | --- | ------------------------------- | ------------------------------------------------------------------------------------------- | -------------------------------------------------- |
|                  | MacKay (Harvey, Mosdell) — 40 s - Geoffrion — 20 min 40 s Béliveau — 28 min 25 s Johnson — 29 min 7 s Curry (MacKay) — 42 min 33 s - - | 1-0 1-1 2-1 3-1 4-1 5-1 5-2 5-3 | - Reibel (Kelly) — 12 min 38 s - Reibel (Lindsay, Howe) — 43 min 40 s Hay (Reibel) — 52 min | Arbitrage : Red Storey Bill Morrison, George Hayes |
| Plante           | Gardiens | Sawchuk                         |                                                                                             | Arbitrage : Red Storey Bill Morrison, George Hayes |
|                  | |                                 |                                                                                             | Arbitrage : Red Storey Bill Morrison, George Hayes |
|                  | |                                 |                                                                                             | Arbitrage : Red Storey Bill Morrison, George Hayes |

| 10 avril | Red Wings de Détroit | 5-1 (2-1, 2-0, 1-0) | Canadiens de Montréal | Olympia Stadiium |

| Feuille de match | Feuille de match | Feuille de match        | Feuille de match                              | Feuille de match                                     |
| ---------------- | --- | ----------------------- | --------------------------------------------- | ---------------------------------------------------- |
|                  | - Skov — 12 min 59 s Howe — 18 min 49 s (SN) Howe (Delvecchio, Lindsay) — 32 min 39 s (SN) Howe (Lindsay, Kelly) — 36 min 20 s (SN) Stasiuk (Delvecchio, Bonin) — 42 min 9 s | 0-1 1-1 2-1 3-1 4-1 5-1 | Béliveau (Harvey, Moore) — 8 min 1 s (SN) - - | Arbitrage : Bill Chadwick Doug Davies, Bill Morrison |
| Sawchuk          | Gardiens | Plante                  |                                               | Arbitrage : Bill Chadwick Doug Davies, Bill Morrison |
|                  | |                         |                                               | Arbitrage : Bill Chadwick Doug Davies, Bill Morrison |
| 22               | Tirs | 36                      |                                               | Arbitrage : Bill Chadwick Doug Davies, Bill Morrison |

| 12 avril | Canadiens de Montréal | 6-3 (1-1, 3-1, 2-1) | Red Wings de Détroit | Forum de Montréal |

| Feuille de match | Feuille de match | Feuille de match                    | Feuille de match | Feuille de match                                   |
| ---------------- | --- | ----------------------------------- | --- | -------------------------------------------------- |
|                  | Béliveau (Harvey) — 7 min 30 s - Leclair (Geoffrion, Harvey) — 23 min 45 s (SN) Geoffrion (Béliveau, Harvey) — 25 min 21 s (SN) - Geoffrion (Béliveau, Bouchard) — 38 min 18 s Curry (MacKay, Mosdell) — 49 min 19 s - MacKay (Mosdell) — 58 min 55 s | 1-0 1-1 2-1 3-1 3-2 4-2 5-2 5-3 6-3 | - Delvecchio (Stasiuk) — 13 min 36 s - Delvecchio (Lindsay, Pronovost) — 35 min 54 s (SN) - Kelly (Leswick, Pavelich) — 56 min 25 s - | Arbitrage : Red Storey Bill Morrison, George Hayes |
| Plante           | Gardiens | Sawchuk                             | | Arbitrage : Red Storey Bill Morrison, George Hayes |
|                  | |                                     | | Arbitrage : Red Storey Bill Morrison, George Hayes |
| 39               | Tirs | 38                                  | | Arbitrage : Red Storey Bill Morrison, George Hayes |

| 14 avril | Red Wings de Détroit | 3-1 (0-0, 2-0, 1-1) | Canadiens de Montréal | Olympia Stadium 15 581 spectateurs |

| Feuille de match | Feuille de match                                                                           | Feuille de match | Feuille de match                                 | Feuille de match                                      |
| ---------------- | ------------------------------------------------------------------------------------------ | ---------------- | ------------------------------------------------ | ----------------------------------------------------- |
|                  | Delvecchio (Kelly) — 27 min 12 s Howe (Pronovost) — 39 min 45 s Delvecchio — 42 min 59 s - | 1-0 2-0 3-0 3-1  | - Curry (Geoffrion, Béliveau) — 54 min 35 s (SN) | Arbitrage : Bill Chadwick George Hayes, Bill Morrison |
| Sawchuk          | Gardiens                                                                                   | Plante           |                                                  | Arbitrage : Bill Chadwick George Hayes, Bill Morrison |
|                  |                                                                                            |                  |                                                  | Arbitrage : Bill Chadwick George Hayes, Bill Morrison |
| 33               | Tirs                                                                                       | 22               |                                                  | Arbitrage : Bill Chadwick George Hayes, Bill Morrison |